# Il ballo del qua qua/Paolino maialino
Il ballo del qua qua/Paolino Maialino è il quattordicesimo singolo di Romina Power, pubblicato dalla Baby Records (catalogo BR 50255) nel 1981.

## I brani

### Il ballo del qua qua
Il ballo del qua qua è il brano presente sul lato A. La musica originale, intitolata Der Ententanz (Il ballo dell'anatra), è stata composta negli anni cinquanta dal musicista svizzero Werner Thomas.
La versione italiana è scritta da Lorenzo Raggi ed è l'unica, insieme a quella francese, a usare gli starnazzi all'inizio e alla fine. Fu lanciata da Romina Power nel corso della trasmissione Fantastico 2. Tra i coristi ci sono stati Silvia Annicchiarico, Paola Orlandi, Lalla ed Eloisa Francia. Mario Balducci, Moreno Ferrara e Silvio Pozzoli, cantano la quarta strofa insieme alla Power.

### Paolino Maialino
Paolino Maialino, presente sul lato B del disco, ripubblicava un brano già edito nel 1975.

## Tracce

### Lato A
1. Il ballo del qua qua (Der Ententanz) – 2:52 (Werner Thomas, Lorenzo Raggi, Romina Power, Teddy Rendall)

### Lato B
1. Paolino Maialino – 3:38 (Albano Carrisi, Detto Mariano, Bruno Lauzi, Romina Power)